# Donkere klinknagelmot
De donkere klinknagelmot (Chrysoclista lathamella) is een vlinder uit de familie grasmineermotten (Elachistidae). De wetenschappelijke naam is voor het eerst geldig gepubliceerd in 1936 door T. Fletcher.
De soort komt voor in Europa.